# Bernd J. Kröger

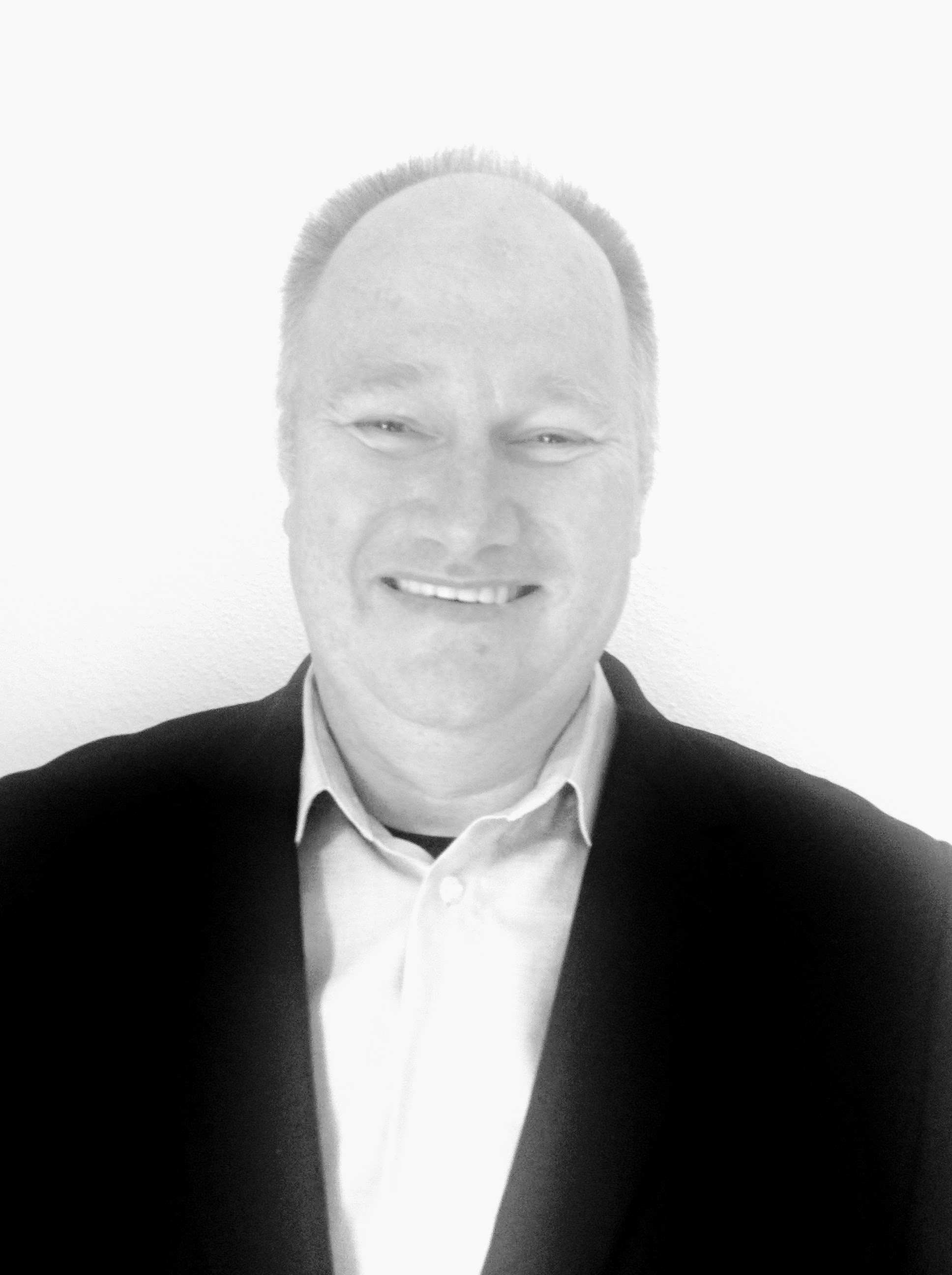
Bernd J. Kröger

Bernd J. Kröger (* 10. April 1959 in Osnabrück) ist ein deutscher Physiker und Neurowissenschaftler sowie Phonetiker, Musikwissenschaftler und Jazzmusiker.

## Leben und Wirken
Kröger studierte Physik an der Westfälische Wilhelms-Universität Münster und absolvierte 1985 sein Diplom. Im Jahr 1989 promovierte er an der philosophischen Fakultät der Universität zu Köln im Bereich Phonetik und Musikwissenschaften mit einer Arbeit Zur Synthese der weiblichen Stimme unter besonderer Berücksichtigung der Phonation. In seiner Zeit als C1-Assistent am Institut für Phonetik der Universität zu Köln habilitierte er sich 1998 unter Georg Heike im Bereich Phonetik mit der Habilitationsschrift: Ein phonetisches Modell der Sprachproduktion. Nach einer Gastprofessur an der Humboldt-Universität zu Berlin von 1999 bis 2000 und einer Tätigkeit als Gastwissenschaftler am Leibniz-Zentrum Allgemeine Sprachwissenschaft in Berlin erhielt Kröger im Jahr 2001 eine Position als Wissenschaftler und außerplanmäßiger Professor an der Klinik für Phoniatrie, Pädaudiologie und Kommunikationsstörungen des Universitätsklinikums der RWTH Aachen.
Krögers Arbeitsschwerpunkte umfassen den Bereich der Stimmlippen- und Sprechtraktakustik, der Ansteuerung von Artikulationsmodellen mittels phonetischer Modelle und mittels neurobiologisch inspirierter Modelle, die Erstellung eines umfassenden neurobiologischen Modells des Spracherwerbs, der Sprachproduktion und der perzeptiven Sprachverarbeitung sowie die Erforschung und Simulation des Mechanismus der Klangerzeugung an den menschlichen Stimmlippen beim Sprechen und Singen sowie des Mechanismus der Klangerzeugung bei Holz- und Blechblasinstrumenten.
Kröger hat in über zehn Forschungsprojekten der Deutschen Forschungsgemeinschaft (DFG), der Europäischen Union und anderer Geldgeber mitgearbeitet bzw. diese geleitet. Seine Publikationsliste umfasst über 100 Zeitschriften- und Buchbeiträge, drei Monographien und die Herausgeberschaft einer Festschrift.
Nebenberuflich ist Kröger ist aktiver Jazzmusiker und spielte zwischen 1980 und 2003 in verschiedenen deutschen Jazz-Ensembles u. a. mit Silvia Droste, Cliff Wren, Pluto Kemper, Sean Moyses, Uwe Rössler, Romy Camerun und Ralf Peyer. Seit 2015 leitet er JazzWorkshops im europäischen Raum.

## Publikationen (Auswahl)

### Bücher
- Die Synthese der weiblichen Stimme unter besonderer Berücksichtigung der Phonation. Unveröffentlichte Dissertation. Universität zu Köln 1989.
- Ein phonetisches Modell der Sprachproduktion. Niemeyer-Verlag, Tübingen 1998. (DOI:10.13140/RG.2.1.2941.3521)
- Neuronale Modellierung der Sprachverarbeitung und des Sprachlernens. Eine Einführung. Springer Verlag, Germany 2018 (ISBN 978-3-662-55459-3)
- mit T. Bekolay: Neural Modeling of Speech Processing and Speech Learning. An Introduction. Springer International Publishing, 2019 (ISBN 978-3-030-15852-1).

### Artikel und Buchbeiträge
- A gestural production model and its application to reduction in German. In: Phonetica Nr. 50, 1993, S. 213–-233
- Simulation of vocal fold oscillation behaviour by a self-oscillating glottis model. In: Journal de Physique Nr. 4, 1994, S. 457–460
- mit G. Schröder, C. Opgen-Rhein: A gesture-based dynamic model describing articulatory movement data. In: Journal of the Acoustical Society of America Nr. 98, 1995, S. 1878–1889
- Zur artikulatorischen Realisierung von Phonationstypen mittels eines selbstschwingenden Glottismodells. In: Sprache-Stimme-Gehör Nr. 21, 1997, S. 102–105
- Ein visuelles Modell der Artikulation. In: Laryngo-Rhino-Otologie Nr. 82, 2003, S. 402–407
- mit P. Hoole, R. Sader, C. Geng, B. Pompino-Marschall B, Neuschaefer-Rube C: MRT-Sequenzen als Datenbasis eines visuellen Artikulationsmodells. In: HNO Nr. 52, 2004, S. 837–843
- mit M. Pouplier, M. K. Tiede: An evaluation of the Aurora system as a flesh-point tracking tool for speech production research. In: ournal of Speech, Language, and Hearing Research Nr. 51, 2008, 914–921
- mit J. Kannampuzha, C. Neuschaefer-Rube: Towards a neurocomputational model of speech production and perception. In: Speech Communication Nr. 51, 2009, 793–809
- mit P. Birkholz, J. Kannampuzha, E. Kaufmann, I. Mittelberg: Movements and holds in fluent sentence production of American Sign Language: The action-based approach. In: Cognitive Computation Nr. 3, 2011, S. 449–465
- mit P. Birkholz, C. Neuschaefer-Rube: Towards an articulation-based developmental robotics approach for word processing in face-to-face communication. In: Paladyn Journal of Behavioral Robotics Nr. 2, 2011, S. 82–93
- mit S. Heim S: How could a self-organizing associative speech action repository (SAR) be represented in the brain? In: Hallesche Schriften zur Sprechwissenschaft und Phonetik Nr. 45, 2013, S. 61–68.
- mit M. Cao: The emergence of phonetic-phonological features in a biologically inspired model of speech processing. In: Journal of Phonetics Nr. 53 2015, S. 88–100
- Neurocomputational models of voice and speech perception, In: S Frühholz & P Belin (eds.): The Oxford Handbook of Voice Perception, Oxford University Press 2018 (ISBN 978-0-19-874318-7), Kapitel 34, S. 743–756
- mit T. Bafna, M. Cao: Emergence of an action repository as part of a biologically inspired model of speech processing: the role of somatosensory information in learning phonetic-phonological sound features. In: Frontiers in Psychology, 2019, doi:10.3389/fpsyg.2019.01462
- mit C. Stille, P. Blouw, T. Bekolay, T. C. Stewart: Hierarchical sequencing and feedforward and feedback control mechanisms in speech production: A preliminary approach for modeling normal and disordered speech. In: Frontiers in Computational Neuroscience, Nr. 14, 99, 2020 doi:10.3389/fncom.2020.573554
- Computer-Implemented Articulatory Models for Speech Production: A Review. In: Frontiers in Robotics and AI 9: 796739, 2022, doi:10.3389/frobt.2022.79673
- mit T. Bekolay, M. Cao: On the emergence of phonological knowledge and on motor planning and motor programming in a developmental model of speech production. In: Frontiers in Human Neuroscience, Nr. 16, 2022 doi:10.3389/fnhum.2022.844529